# Наш любий лікар
«Наш любий лікар» — радянська кінокомедія, фільм-музичне ревю режисера Шакена Айманова, випущений «Алматинською кіностудією» в 1957 році. Прем'єра відбулася в березні 1958 року в Алма-Аті і 12 червня 1958 року у Москві.

## Сюжет
Сімнадцять років трудиться в санаторії поблизу Алма-Ати лікар Анатолій Миколайович Лавров. Девіз лікаря: «Радувати людські серця так само важливо, як і лікувати їх». В день його 60-річчя співробітники санаторію вирішили зробити лікарю подарунок — концерт артистів, яких він лікував. Бібігуль, Такен і Мурат об'їжджають артистів, задаючи одне й те ж питання: «Чи вільні вони сьогодні ввечері?». Однак всі артисти відповідають, що вони, на жаль, зайняті. У фіналі всі виконавці опиняються на ювілеї лікаря, і з'ясовується, що зайняті вони були, тому що повинні були брати участь в концерті для ювіляра.

## У ролях
- Юрій Померанцев — Анатолій Миколайович Лавров, лікар
- Роза Ісмаїлова — Бібігуль Турсунова
- Євген Діордієв — Спиридон Степанович Фількін
- Єрмек Серкебаєв — Такен
- Мулюк Суртубаєв — Мурат
- Валентина Старжинська — Ксенія Павлівна (співає Ніна Поставничева)
- Шакен Айманов — драматичний актор
- Лідія Ашрапова — акторка
- Рішат Абдулін — епізод
- Муслім Абдулін — епізод
- Хадиша Букеєва — драматична акторка
- Шара Жиенкулова — балетмейстер
- Серали Кожамкулов — Серке
- Рахія Койчубаєва — старший лейтенант
- Каукен Кенжетаев — оперний співак
- Бібігуль Тулегенова — співачка
- Мухтар Бактигерєєв — секретар
- Діна Джангозіна — танцівниця
- Танат Жайлібеков — перукар
- Камал Кармисов — Касабаєв, фокусник
- Зінаїда Морська — прибиральниця
- Євген Попов — міліціонер

## Знімальна група
- постановка — Шакен Айманов
- сценарист і автор тексту пісень — Яків Зіскінд
- режисер — Олександр Карпов
- головний оператор — Марк Беркович
- художник — Ю. Вайншток
- композитор — Олександр Зацепін
- звукооператор — Л. Додонова
- директор картини — Ф. Лелюх